# Rodeiro
Rodeiro es un municipio de la provincia de Pontevedra, perteneciente a la comunidad autónoma de Galicia. El término municipal, parte de la comarca del Deza, tiene una población de 2244 habitantes (INE 2024).

## Geografía
Rodeiro se localiza cerca del centro de Galicia, en el noreste de la provincia de Pontevedra. Tiene una superficie de 154,9 km².

## Historia
Hacia mediados del siglo XIX, el municipio tenía contabilizada una población de 4000 habitantes. Aparece descrito en el decimotercer volumen del Diccionario geográfico-estadístico-histórico de España y sus posesiones de Ultramar de Pascual Madoz con las siguientes palabras:

RODEIRO: ayunt. en la prov. de Pontevedra (11 leg.), part. jud. de Lalin (1 1/2), aud. terr. y c. g. de la Coruña, dióc. de Lugo (10). sit. sobre las primeras vertientes del r. Arnego, en las faldas setentrionales y occidentales de la gran cord. del r. Miño; con libre ventilacion y clima frio, pero saludable. Comprende las felig. de Alzome, Sta. Maria; Arnego, Santiago; Asperielo, San Martin; Camba, San Salvador; Camba, San Juan; Camba, Sta. Eulalia; Carboentes, San Estéban; Fafian, Santiago; Guillar, Sta. Maria; Haz, San Cristóbal; Negrelos, San Ciprian; Pedroso, San Julian; Pescoso, Sta. Maria; Portela, San Cristóbal; Rio, Sta. Maria; Riobo, San Miguel; Rodeiro, San Vicente (cap.); Salto, San Estéban; Senra, San Pelagio, y Vilela, Sta. Maria. Confina el térm. municipal por N. con el de la Golada; al E. y S. con la gran cadena del Miño en los puntos ó montes Peña de Francia y Martiña, que le separan de la prov. de Orense, y los del Faro y Farelo, que le dividen de la prov. de Lugo, y por O. con el r. Arnego, el cual separa este distrito de los de Lalin y Dozon. El terreno es en lo general áspero y montuoso, y su calidad primitiva basada sobre granito y pizarra en sus diferentes gradaciones; no pasa por este ayunt. ninguna carretera trasversal, á escepcion del importante camino, que desde Santiago conduce á Chantada y Valdeorras. El correo se recibe por la estafeta de la Gesta. prod.: maiz, centeno, patatas, pastos, robles, alisos y abedules; se cria ganado vacuno, mular, lanar y cabrío; hay caza de conejos, liebres, perdices, corzos y jabalíes. ind.: la agrícola, ganadería, arriería, carboneo y molinos harineros. comercio: el que se realiza en la feria de la cap. (V.). pobl.: prescindiendo de lo que en el particular decimos en el cuadro sinóptico del part., guiados por datos oficiales, se puede asegurar que cuenta este ayunt. 800 vec., 4,000 alm. Su prespuesto municipal asciende á 1,598 rs. 17 mrs.: el de culto de sus parr. á 6,463: el de presos pobres, cárcel y otros gastos de part. á 598 con 17, y el de gastos provinciales á 387, cuyas sumas satisface por repartimiento entre los vec. Pagaba por encabezamiento 16,062 rs. con 14 mrs.: por utensilios 3,099 con 29: por reparto de estos 4,609: por alcabalas, manda-pia, jabon y subsidio de comercio 942 con 2, y por contribucion del clero 5,823 con 2. Los hab. llamados vulgarmente Cambotes, son de buena estatura, sencillos y muy frugales. Suelen emigrar en gran número hasta Portugal, inclusas las mujeres, á las siegas y otras faenas.
(Madoz, 1849, p. 539)

## Geografía humana

### Demografía
Cuenta con una población de 2244 habitantes (INE 2024).
| Gráfica de evolución demográfica de Rodeiro entre 1842 y 2021                                                         |
| |
| Población de derecho según los censos de población del INE. Población de hecho según los censos de población del INE. |

### Parroquias
Parroquias que forman parte del municipio:
- Álceme (Santa María)
- Arnego (Santiago)
- Asperelo (San Martín)
- Az (San Cristóbal)
- Camba (San Juan)
- Carboentes (San Esteban)
- Fafián (Santiago)
- Guillar (Santa María)
- Negrelos (San Ciprián)
- Pedroso (San Julián)
- Pescoso (Santa Mariña)
- Portela (San Cristóbal)
- Río (Santa María)
- Riobó (San Miguel)
- Rodeiro (San Vicente)
- Salto (San Esteban)
- San Salvador de Camba (San Salvador)
- Santa Eulalia de Camba (Santa Eulalia)
- Senra (San Pelayo)
- Vilela (Santa María)